# 英德羊蹄甲
英德羊蹄甲（学名：Bauhinia championii var. yingtakensis）为豆科羊蹄甲属下的一个变种。

## 扩展阅读
- 維基物種上的相關：英德羊蹄甲